# 晴れたらいいね
「晴れたらいいね」（はれたらいいね）は、1992年10月21日にリリースされたDREAMS COME TRUEの12thシングル。

## 概要
- NHK連続テレビ小説『ひらり』主題歌。なお、DREAMS COME TRUEは発売からおよそ26年後である2018年に再び連続小説ドラマ『まんぷく』の主題歌を担当（タイトルは「あなたとトゥラッタッタ♪」）。これに伴い本曲も26年振りに歌い直されたリメイクバージョン（「〜VERSION '18〜」）が同シングルに収録されている。
- 当時国内最高売上を記録した5thアルバム『The Swinging Star』の先行シングル。2曲ともアルバムに収録された。
- DREAMS COME TRUEのシングルとしては唯一カセットテープも発売。

## 収録曲
1. 晴れたらいいね
作詞・作曲：吉田美和 / 編曲：中村正人
  - NHK連続テレビ小説『ひらり』主題歌
  - ワンコーラスでハ長調・ハ短調・変ホ長調・ヘ長調と転調を多用している。音楽家の中にはこのことを酷評する者もおり、特に黛敏郎は、転調の多さに加え「結尾で主調に戻らない」、「日本語の単語として本来つながって歌われなければならない部分に休止が入っているのはおかしい」などとして、『題名のない音楽会』（テレビ朝日）の番組内において批判を繰り広げたことがある。
  - この曲の続編として2008年に『ALMOST HOME』が制作された。この曲の主人公が社会人になった情景が描かれている[1]。
  - 1995年に高校の音楽教科書に掲載された[2]。
  - 吉田美和の故郷である北海道池田町の風景をイメージして作詞された[3]。
  - リズム株式会社のからくり時計スモールワールドウェザーDX（4MH698RH08）の正時メロディで採用されている。
2. SAYONARA
作詞：吉田美和 / 作曲・編曲：中村正人
  - 1994年に英語バージョン「SAYONARA 〜WORLDWIDE VERSION〜」として、シングル「WHEREVER YOU ARE」に収録。

## 収録アルバム
晴れたらいいね
- The Swinging Star（1992年11月14日）
- BEST OF DREAMS COME TRUE（1997年10月1日）
- DREAMS COME TRUE GREATEST HITS "THE SOUL"（2000年2月14日）
- DREAMS COME TRUE THE BEST! 私のドリカム（2015年7月7日）

SAYONARA
- The Swinging Star（1992年11月14日）
- DREAMS COME TRUE THE BEST! 私のドリカム（2015年7月7日）

## カバー
- Soma（2007年、アルバム『Essence of life "smile"』）
- LiSA（2015年、アルバム『私とドリカム2 -ドリカムワンダーランド2015 開催記念 BEST COVERS-』）
- コレナンデ商会（2018年）